# استورسویک
استورْسْویک (به فنلاندی: Störsvik) یک منطقهٔ مسکونی در فنلاند است که در سیونتیو واقع شده‌است. استورسویک ۱٫۴۲ کیلومتر مربع مساحت و ۲۶۸ نفر جمعیت دارد.